# Ostrovus nikkoensis
Ostrovus nikkoensis är en bäcksländeart som först beskrevs av Okamoto 1912.  Ostrovus nikkoensis ingår i släktet Ostrovus och familjen rovbäcksländor. Inga underarter finns listade i Catalogue of Life.